# Dieter Gonschorek
Dieter Gonschorek (* 19. September 1944 in Honig bei Posen) ist ein ehemaliger DDR-Radrennfahrer und nationaler Meister im Radsport.

## Sportliche Laufbahn
Dieter Gonschorek begann 1960 seine radsportliche Laufbahn bei der BSG Lok Bernburg. Vom 1. Oktober 1965 bis zum 30. April 1975 war er Mitglied des ASK Vorwärts Frankfurt an der Oder. Sechsmal wurde er DDR-Meister: im Straßenrennen 1973; im Mannschaftszeitfahren 1967, 1973 und 1974; im Kriterium 1972 und 1973.
1967 war er dank einer Vielzahl guter Platzierungen insbesondere in den Auswahlrennen des Radsportverbandes, Erster der Jahresbestenliste des Deutschen Radsportverbandes der DDR für die Straßenfahrer. Neben der Internationalen Friedensfahrt, die er dreimal bestritt und dabei zweimal die Wertung des besten Bergfahrers gewann, bestritt er die Rundfahrten von Algerien, Bulgarien, Jugoslawien und Polen. Er war insgesamt 15 Jahre lang aktiv. Gonschorek war durch seine ruhige, besonnene Art im Fahrerfeld sehr beliebt, er galt als ausgesprochen mannschaftsdienlicher Fahrer. 1968 wäre seine Laufbahn fast schon zu Ende gewesen, als er bei einer Trainingsrunde mit einer Geschwindigkeit von 70 Kilometern pro Stunde einen Zusammenprall mit einer Fußgängerin und dabei schwere Verletzungen erlitt. Der Sturz und die anschließende Rehabilitation kostete ihn die gesamte Saison 1968 einschließlich der Chance bei den Olympischen Spielen zu starten. 1969 gewann er eine Etappe des Rennens Grand Prix d’Annaba in Algerien. 1970 gewann Gonschorek die Gesamtwertung der Woche des internationalen Radsports der DDR (mit zwei Einzelerfolgen bei Rund um Sebnitz und in Hainichen) und wurde Dritter im Rennen Rund um Berlin.
1972 konnte er im letzten Moment für den erkrankten Michael Milde zu den Olympischen Sommerspielen nach München fahren. Durch eine unglückliche Trainingssteuerung im Vorfeld und einen Sturz im Wettkampf konnte er im Straßenrennen seine gewohnte Leistung nicht abrufen und fuhr das Rennen nicht zu Ende. Er selbst betrachtete dieses Erlebnis als seine größte sportliche Niederlage. 1974 gewann er eine Etappe im Grand Prix L’Reine des Zibane. Gonschorek wurde im Februar 1975 auf der Bahn der Werner-Seelenbinder-Halle in Berlin von seiner leistungssportlichen Laufbahn verabschiedet und mit der Goldenen Ehrennadel des Radsportverbandes der DDR ausgezeichnet. Nach seinem Ausscheiden aus dem ASK Vorwärts war eine noch eine Zeitlang für die BSG Aufbau Centrum Leipzig aktiv und fuhr hauptsächlich Steherrennen.

## Palmarès
| Jahr | Erfolg | Erfolg            | Rennen                                                   |
| 1966 | 3.     | 3.                | Nationalmeisterschaft DDR, Straße, 100 km Teamzeitfahren |
| 1967 | Sieger | Sieger            | Nationalmeisterschaft, Straße, 100 km Teamzeitfahren     |
| 1969 | Sieger | 6. Etappe         | Friedensfahrt                                            |
| 1969 | Sieger | 8. Etappe         | Friedensfahrt                                            |
| 1969 | Sieger | 12. Etappe        | Friedensfahrt                                            |
| 1969 | 3.     | Gesamtwertung     | Friedensfahrt                                            |
| 1971 | 2.     | Gesamtwertung     | DDR-Rundfahrt                                            |
| 1972 | Sieger | Sieger            | Tribüne Bergpreis                                        |
| 1972 | 3.     | Gesamtwertung     | DDR-Rundfahrt                                            |
| 1972 | 3.     | 3.                | Nationalmeisterschaft DDR, Straße                        |
| 1972 | Sieger | Sieger            | Nationalmeisterschaft DDR, Straße, Kriterium             |
| 1972 | 2.     | 6. Etappe         | Friedensfahrt                                            |
| 1973 | Sieger | Gesamtwertung     | DDR-Rundfahrt                                            |
| 1973 | Sieger | Sieger            | Nationalmeisterschaft DDR, Straße, 100 km Teamzeitfahren |
| 1973 | Sieger | Sieger            | Nationalmeisterschaft DDR, Straße                        |
| 1973 | Sieger | Sieger            | Nationalmeisterschaft DDR, Straße, Kriterium             |
| 1973 | 2.     | 6. Etappe         | Polen-Rundfahrt                                          |
| 1974 | Sieger | Sieger            | Nationalmeisterschaft DDR, Straße, 100 km Teamzeitfahren |
| 1974 | 3.     | 3.                | Nationalmeisterschaft DDR, Straße, Kriterium             |
| 1974 | Sieger | 5. Etappe, Teil a | Friedensfahrt                                            |
| 1975 | 3.     | 3.                | Nationalmeisterschaft DDR, Bahn, Steherrennen            |

## Berufliches
Gonschorek ist gelernter Elektriker. Ab 1974 arbeitete er in diesem Beruf als fester Mitarbeiter auf der Leipziger Alfred-Rosch-Radrennbahn. In seinen Verantwortungsbereich fiel auch die gesamte Wettkampfmesstechnik der Bahn. Darüber hinaus war er häufig bei Radsportwettkämpfen in der gesamten DDR als Zeitnehmer eingesetzt. Nach 1989 arbeitete er zeitweilig als Taxifahrer.

## Familiäres
Gonschoreks Sohn Sven war ebenfalls als Radsportler aktiv.